# قشلاق حاج محمود
قشلاق حاج محمود یک منطقهٔ مسکونی در ایران است که در بخش اسلام‌آباد واقع شده‌است. قشلاق حاج محمود ۵۸ نفر جمعیت دارد.